# Казаков, Яков Александрович
Яков Александрович Казаков (28 декабря 1915, дер. Проявино, Витебская губерния — 23 марта 1989, Ленинград) — советский художник-монументалист и реставратор, член Ленинградского Союза художников, лауреат Ленинской премии, золотая медаль Академии художеств СССР.

## Биография
В 1935—1939 учился в Витебском художественном училище у И. О. Ахремчика
Участник Великой Отечественной войны 1941—1945 гг.
Учился в ЛИЖСА им. И. Е. Репина у Б. А. Фогеля. Более полувека занимался реставрацией монументальной и станковой живописи дворцово-парковых ансамблей Ленинграда и его пригородов, возглавляя бригаду мастеров-реставраторов, в состав которой входили художники-реставраторы Б. Н. Лебедев, Ю. Ф. Шитов, И. А. Алексеев, В. Г. Журавлёв. Под его руководством и при непосредственном участии были выполнены работы по воссозданию монументальной живописи в Исаакиевском соборе Петербурга, Екатерининском дворце в Царском Селе, по воссозданию погибших во время войны произведений монументальной живописи итальянских мастеров XVIII века во дворцах Петергофа, Павловска, Ораниенбаума, Гатчины, что и сегодня не имеет аналогов в мировой реставрационной практике.
За работу по реставрации монументально-декоративной и станковой живописи в памятниках архитектуры Ленинграда и пригородных дворцах-музеях в 1972 году был награждён золотой медалью Академии художеств СССР. В 1986 году за восстановление дворцово-парковых ансамблей пригородов Ленинграда был удостоен Ленинской премии.
Скончался 23 марта 1989 года на 74-м году жизни. Похоронен на Казанском кладбище Царского Села.
К 100-летию со дня рождения Я. А. Казакова в музее-заповеднике «Царское Село» в Екатерининском дворце открылась экспозиция, посвященная его работам.